# Heiligkreuz (Weinheim)
Das Dorf Heiligkreuz ist ein Stadtteil von Weinheim im Rhein-Neckar-Kreis in Baden-Württemberg. Der Ort mit nur einer Straße liegt in einem kleinen Tal des Odenwalds und hat rund 240 Einwohner.
Zu Heiligkreuz gehört unter anderem ein Friedhof an der Hauptstraße und eine Kirche. Dazu kommen noch ein Fußballplatz und ein Reiterhof. Die Kirche wurde bis 2021 saniert.
Koordinaten: 49° 30′ N, 8° 42′ O